# 6697 Челентано
6697 Челента́но (6697 Celentano) — астероїд головного поясу, відкритий 24 квітня 1987 року.
Тіссеранів параметр щодо Юпітера — 3,153.